# Argyrolepidia eusebia
Argyrolepidia eusebia là một loài bướm đêm trong họ Noctuidae.